# Multitasking

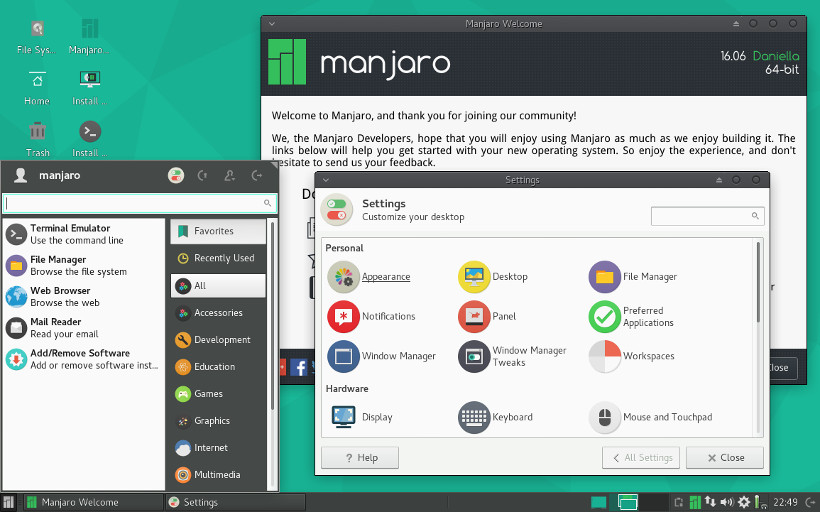
Captură de ecran a sistemului de operare Linux cu mai multe ferestre active

În informatică, termenul multitasking se referă la executarea simultană a mai multor sarcini sau procese.